# Otto av Savojen
Otto av Savojen, född 1023, död 1060, var regerande greve av Savojen från 1050 till 1060.